# Norte Ferroviário
Setor Norte Ferroviário é um bairro que se localiza na região central da cidade brasileira de Goiânia. Seu nome é uma referência à antiga linha férrea que passava pela cidade e marcava a divisão entre o centro e o norte de Goiânia.
Um dos bairros mais antigos da cidade, surgiu após a ocupação de vários moradores, durante o boom populacional que Goiânia vivia no início da década de 1950. O bairro foi regularizado, de fato, em 1953, um ano após a construção da linha férrea da cidade. A população predominante no Norte Ferroviário, à época, era de baixa renda. Atualmente, o bairro abriga o Terminal Rodoviário de Goiânia e seu respectivo Araguaia Shopping. Para a construção da rodoviária, grande parte do bairro foi completamente destruído.
O bairro é dividido em duas regiões, nomeadas de Norte Ferroviário I e Norte Ferroviário II. Segundo dados do Instituto Brasileiro de Geografia e Estatística (IBGE), divulgados pela prefeitura, no Censo 2010 a soma do número de populações das duas regiões do Norte Ferroviário era de 4 128 pessoas.